# Šinzo Abe
Šinzo Abe (安倍 晋三 Abe Shinzō), japonski politik, * 21. september 1954, Tokio, Japonska, † 8. julij 2022, Nara, Japonska.
Septembra 2006 je postal najmlajši povojni predsednik vlade Japonske, a je čez eno leto odstopil zaradi zdravstvenih razlogov. Z njegovim naslednikom, Jasuom Fukudo, se je začelo nestabilno obdobje, ko se je v petih letih izmenjalo prav toliko predsednikov vlade, do konca leta 2012, ko je Abe znova prevzel položaj. 28. avgusta 2020 je iz zdravstvenih razlogov napovedal odstop z mesta premierja. 16. septembra 2020 ga je nasledil Jošihide Suga.
Med letoma 2012 in 2020 je bil predsednik japonske Liberalno-demokratske stranke (自民党).

## Atentat
Za podrobne podatke o tej temi glej Atentat na Šinza Abeja.
8. julija 2022 je bil med predvolilnim govorom v Nari ustreljen v hrbet. Doživel je srčni zastoj in takoj po streljanju ni kazal znakov življenja. Prepeljali so ga v bolnišnico v Nari, kjer so kmalu po tem razglasili njegovo smrt. Metropolitanska policija je aretirala domnevnega strelca Jamagamija Tecujo zaradi poskusa umora. Tecujo je dejal, da mu Abe ni bil povšeči.